# Hacıbəyli
Hacıbəyli è un comune dell'Azerbaigian situato nel distretto di Bərdə. Conta una popolazione di 369 abitanti.